# Voyages (Vailland)
Pour les articles homonymes, voir Voyage (homonymie) et Voyages.
L'écrivain Roger Vailland fut d'abord journaliste. Il a beaucoup voyagé au cours de sa vie, sillonnant l'Europe, notamment l'Italie, pays de sa femme Élisabeth, poussant jusqu'en Afrique, notamment l'Égypte, et en Indonésie, et espérant se rendre en Amérique latine à la fin de sa vie.

## Introduction
De ces nombreux voyages il naîtra de grands reportages pour différents journaux, des romans-feuilletons tels que Leïla et La Visirova, des livres et même certains de ses romans.
Il fut correspondant de guerre en 1944-45, et en rapporta de grands reportages :La bataille d'Alsace, La dernière bataille de l'armée De Lattre, Léopold III devant la conscience belge.
À partir de 1945, même s'il décide de se consacrer d'abord à l'écriture, il n'en continuera pas moins à réaliser des reportages pour des journaux "progressistes". Il éprouvait un attrait tout particulier pour l'Italie où il se rendit plusieurs fois, avec deux séjours importants dont l'un lui permit d'écrire La Loi qui lui valut le prix Goncourt.
C'est l'occasion pour lui de concilier l'œil du journaliste et la plume de l'écrivain, dans des narrations qui apparaissent davantage comme les récits d'un écrivain en voyage que comme des reportages à proprement parler. Trois voyages entrent dans cette catégorie, réunis en un seul volume dans un recueil paru en 1981 aux Éditions Gallimard :
1. Boroboudour, voyage à Bali, Java et autres îles, Corrêa, 1951. Réédité par les Éditions du Sonneur, avec une préface de Marie-Noël Rio, Paris, 2008.
2. Choses vues en Égypte, Paris éditions Défense de la paix, 1952
3. La Réunion, éditions Rencontres, 1964

## Le voyageur exemplaire
Roger Vailland fut un 'vrai' voyageur, celui qui prenait le temps de connaître les lieux et les gens, détestant les touristes pressés. Voyageur, il l'a été par goût et par son métier de journaliste, réalisant un nombre considérable de reportages dont la sélection opérée par René Ballet et Élisabeth Vailland dans les Écrits journalistiques donne une idée intéressante. Doato Pelayo nous en donne un aperçu dans un article de l'ouvrage Entretiens, Roger Vailland paru aux éditions Subervie en 1970.
Tout au long de sa vie, Roger Vailland a voyagé, trouvant son inspiration dans ses rencontres avec d'autres personnes et d'autres cultures, ayant le goût de la curiosité et de la relation avec les autres, surtout quand ils étaient très différents de lui. Pelayo retrace son parcours tout au long de ses pérégrinations, surtout en Europe et en Orient :

- Éthiopie pour le couronnement de l'empereur Haïlé Sélassié, voyage initiatique au 'pays de Rimbaud' (fin 1930);

- Voyage à Londres, dans les Balkans et en Turquie (été 1933) en Suisse en septembre, en Espagne et au Portugal (automne 1933); 

- Quelques courts séjours en Alsace (1935), en Espagne (été 1936), en Roumanie (mai 1940) et en Suède;

- Alsace, Belgique, Hollande d'octobre 1944 à juillet 1945 comme correspondant de guerre;

- Le Moyen-Orient et l'Égypte en 1947 puis l'Égypte de nouveau en 1952;

- L'Indonésie (Java et Bali) de décembre 1950 à février 1951;

- La Tchécoslovaquie en février 1948, L'Europe de l'Est en 1952 pour présenter sa pièce Le Colonel Foster plaidera coupable, de nouveau L'Europe de l'Est (Tchécoslovaquie, RDA, Pologne) au printemps 1955 pour suivre la Course de la paix;

- L'Italie à de nombreuses reprises : en avril-mai 1948, Rome et Capri d'avril à octobre 1950, Les Pouilles et en Émilie (automne 1955), enfin séjour à Lecce en juin-juillet 1956 d'où il ramènera La Loi, avril-mai 1957 à Turin pour la course des Mille miles, en mars 1960 et fin août 1964 (voir l'article ci-dessous);

- La Réunion, Kenya et Tanganyika de mars à octobre 1958;

- Voyage à Hollywood avec René Clément pour le film Le Jour et l'Heure;

- Voyage en Grèce puis en Espagne (février-avril 1964).
« À l'occasion, écrit Pelayo, le reporter déborde les limites qui lui sont assignées » et délaisse la neutralité de l'observateur pour se muer en moraliste. Comme ses contemporains Dos Passos ou Ernest Hemingway, Vailland parvient à hisser « le témoignage journalistique au niveau du récit romanesque. » Mais ses descriptions des scènes de guerre sont celles du reportage, notations du journaliste 'au regard froid' qui ne dissimule pas la laideur de la réalité : « À hauteur des premières maisons, un obus a renversé une voiture d'enfant. L'enfant a été tué... » Voyageur informé, il prépare son voyage, lit beaucoup, s'informe sur le pays et les conditions socio-économiques qu'il va y trouver. « Roger Vailland a toujours voyagé avec humilité, écrit Pelayo, en quête de chaleur humaine, traquant un dépaysement qu'il savait définitivement condamné. » N'a-t-il pas écrit lui-même :

« Le dépaysement n'est plus possible aujourd'hui. Les jeunes gens qui rêvent encore d'aventure exotique retrouveront Paris à Calcutta ou à Batavia. Ils n'ont le choix qu'entre transformer le monde ou le subir, l'évasion n'est plus permise. »

— Roger Vailland, Boroboudour – Éditions Corrêa, 1951

## Roger Vailland et l'Italie
L'intérêt de Roger Vailland pour l'Italie avait toujours été très vif. Il a lu et apprécié la vie et l'autobiographie de Casanova
C'est pour lui un modèle que cet homme qui a façonné sa vie à son image pour en faire une espèce d'œuvre d'art, objectif essentiel que Vailland tentera d'atteindre.
L'Italie a toujours eu une grande importance dans son panorama mental. Il s'intéressait à la vie politique italienne, aimait beaucoup Elio Vittorini, le responsable de la revue Il Politecnico et admirait Cesare Pavese, disant que « c'est le seul écrivain italien qui apporte vraiment quelque chose. »
Il éprouve beaucoup d'admirable pour ses compatriotes qui ont été conquis par l'élégance naturelle des Italiens et la douceur de vivre de leur pays. C'est le cas pour le cardinal de Bernis, esthète qui vécut dans les fastes de Venise et de Rome comme ambassadeur de France et dont il écrira la biographie à sa façon. C'est surtout Stendhal qui lui a donné le goût de l'Italie, Stendhal qui y a longtemps séjourné, Stendhal qu'il lit et relit, et fait à Rome la lecture de Rome, Naples et Florence à ses amis. « La passion de Stendhal pour l'Italie et sa manière de voir déteignent sur lui. » Il fait sienne cette déclaration de Stendhal tirée de Promenades dans Rome : « Nous voulons connaître les habitudes sociales au moyen desquelles les habitants de Rome et de Naples cherchent le bonheur de tous les jours. » Il rencontre aussi Curzio Malaparte, « ils étaient faits pour s'entendre » dira Jacques-Francis Rolland. Personnages hors du commun tous les deux, ils s'attiraient mutuellement même si en politique, ils se situaient aux antipodes l'un de l'autre.
L'Italie est aussi pour Vailland le berceau de l'Antiquité, Antoine qui, dira-t-il dans Les Écrits intimes est son personnage historique favori, Brutus qu'il évoque dans Drôle de jeu, et ses auteurs préférés Plutarque ainsi que Suétone sur lequel il écrira un essai en 1963.
L'attrait de Vailland pour l'Italie tient autant au pays lui-même qu'à sa femme Élisabeth qui était italienne. D'abord, ce sont quelques incursions, à Milan et à Venise en 1926 puis dix ans plus tard, en été, la Sicile pour son voyage de noces avec Boule sa première femme. En avril 1948, il part "couvrir" les élections nationales en compagnie de ses deux amis Pierre Courtade et Claude Roy. La situation en Italie est alors propice au PCI qui est le premier parti mais qui perdra ces élections. « L'Italie, ces années-là, fut une de nos grandes affaires » a écrit Claude Roy. La teneur des articles de Vailland le révèle, il voit une certaine continuité entre le fascisme et l'Italie nouvelle, un déséquilibre croissant entre le nord et le sud du pays. Il est frappé de la foi naïve, superstitieuse de beaucoup d'Italiens, lui le mécréant qui trouvera là les ferments du pamphlet qu'il écrira sur l'église catholique.

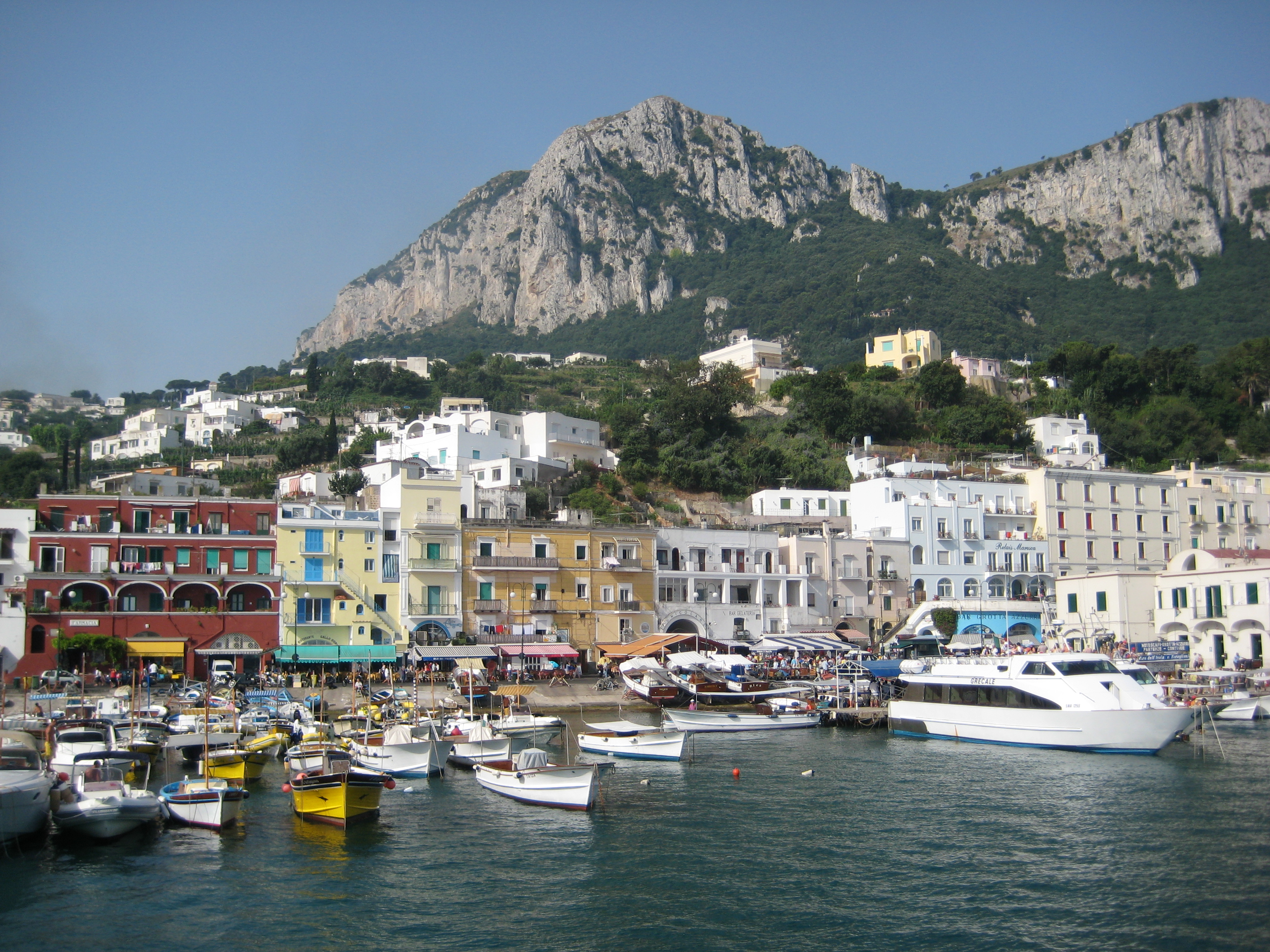
Capri

Il écrit aussi des articles enthousiastes sur le pays, dans un style lyrique au titre très stendhalien Promenades italiennes et s'intéresse surtout aux luttes ouvrières, narre les grèves et l'aventure autogestionnaire des ouvriers de Gênes. En novembre 1949, il rencontre Élisabeth Naldi à Paris et l'année suivante, au printemps 1950, ils partent pour Capri où il restera quatre mois et c'est pour lui, comme il l'écrira, « l'état de grâce. » Élisabeth fait la navette entre Rome et Capri et il en profite pour beaucoup lui écrire.
À l'automne 1955, il passe quelques semaines dans Les Pouilles et en Émilie puis en juin et juillet 1956, c'est le séjour à Lecce d'où il ramènera le décor et les éléments de La Loi qui deviendra un film et le fera connaître du grand public. Ensuite, ce sont de courts séjours pour suivre la course automobile des Mille Miglia à Turin en avril 1957 et à Rome en mars 1960 pour un projet de film. Il y reviendra une dernière fois fin août 1964 assister aux funérailles de Togliatti, notant dans ses Écrits intimes que c'était « la dernière occasion sans doute d'assister en occident à un grand spectacle populaire et signifiant pour ceux qui se le donnent... » 
L'Italie romanesque
On retrouve bien sûr des éléments de ces voyages dans ses romans. Dans Beau Masque tout d'abord. Pour ce roman, Vailland, après quelques tâtonnements, avait choisi comme héros un immigré italien nommé Belmaschio. C'est un homme qui a quitté son pays, fiché comme activiste syndical et qui a mené les grèves à Gênes, aux chantiers navals de l'Ansaldo.
Cette évocation de Beau Masque, on la retrouve dans des articles de Vailland qui suivait le déroulement de cette grande grève en 1947. Il présente aussi le côté macho du personnage et n'hésite pas à intégrer des expressions italiennes dans son texte, che cos'ai piccolina ? (que t'arrive-t-il petite ?). De même Nathalie Empoli, toujours dans Beau Masque, pratique la pêche sous-marine à Capri comme Roger Vailland lui-même lors de son séjour à Capri quatre ans plus tôt.
Puis bien sûr, vient La Loi qui, cas unique chez Vailland, se déroule entièrement à l'étranger, en Italie du sud, livre né de son voyage dans cette région avec sa femme Élisabeth Vailland. Vailland évoque dans ses Écrits intimes « les beaux yeux ombriens d'une italienne d'Orvieto ou le Pô sauvage et insoumis, » et se sert du Mezzogiorno pour faire « le constat de son rapport au monde en un moment donné » comme l'écrit fort à propos Élizabeth Legros.

## Les récits de voyage: Présentation
Boroboudour, voyage à Bali, Java et autres îles

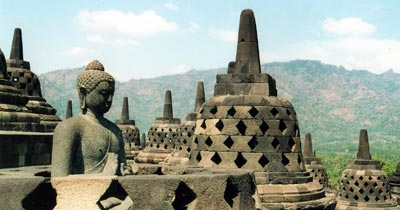
Borobudur

En 1950, Roger Vailland part en reportage en Indonésie, pays qui a depuis un an accédé à l'indépendance. Dans cet archipel formé d'une multitude d'îles, il parcourt Java et Bali en passant par Sumatra. L'écrivain voyageur, qui vient de tomber amoureux de Lisina Naldi, la future Élisabeth Vailland, évoque à chaque page son désir d'elle tout en tentant de comprendre les contradictions de ce pays qui sort de la colonisation. Vailland aimait à herboriser. On en trouve des exemples ici quand il décrit l'aquiline orchidée à la saison des amours ou une autre orchidée à l'odeur caractéristique le loroglosse à odeur de bouc.
« Que faut-il d'autre pour prendre la route et se laisser séduire à la suivre ? », écrivait son ami Claude Roy à propos de ce livre.

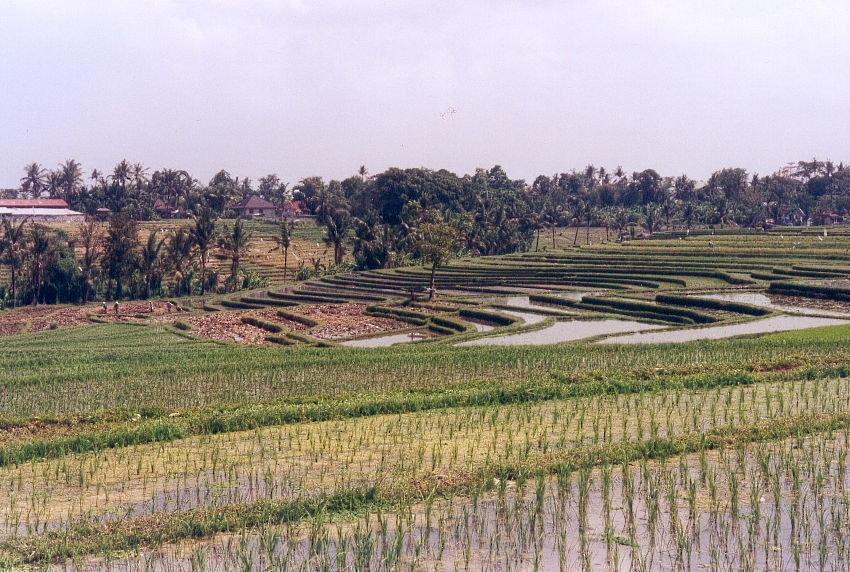
Rizières balinaises

Parcourant Java et Bali, il est très sensible à sa splendeur sauvage, la profusion de la vie végétale quand « certains arbres se gonflent comme des muscles, se crevassent comme des engelures, se dressent comme des phallus... » C'est le botaniste averti qui s'émerveille à la découverte de cette nature luxuriante. Mais il aime aussi une nature redessinée par l'homme, les rizières qui s'étagent à l'infini, préférant « Versailles au nid d'aigle de Berchtesgaden. » La nature est un tout en recherche d'harmonie par la fusion entre l'animal, le minéral et le végétal. Il s'intéresse aussi beaucoup aux hommes en dénonçant l'action des Américains qui ont largement aidé à porter Sukarno au pouvoir. Leur objectif, d'une façon générale, est de ruiner l'emprise des empires coloniaux pour prendre leur place et mettre la main sur les richesses d'un pays. Mais il n'a aucune pitié pour le système colonial hollandais qui a accaparé les richesses du pays ou comment l'île de Bali est une propriété privée de la compagnie de navigation K.P.M. Il a particulièrement apprécié les danses balinaises et l'importance de l'art pour cette population, qui l'amène à cette réflexion : « À l'origine de l'art, il y a toujours recherche d'efficacité, c'est-à-dire de produire un effet; le poème  ou la danse est un alcool d'un genre particulier; tout art pourrait à la rigueur être défini comme un procédé de mise en transe. » 
- Boroboudour, voyage à Bali, Java et autres îles, Corrêa, 1951. Réédité par les Éditions du Sonneur, avec une préface de Marie-Noël Rio, Paris, 2008.

Choses vues en Égypte

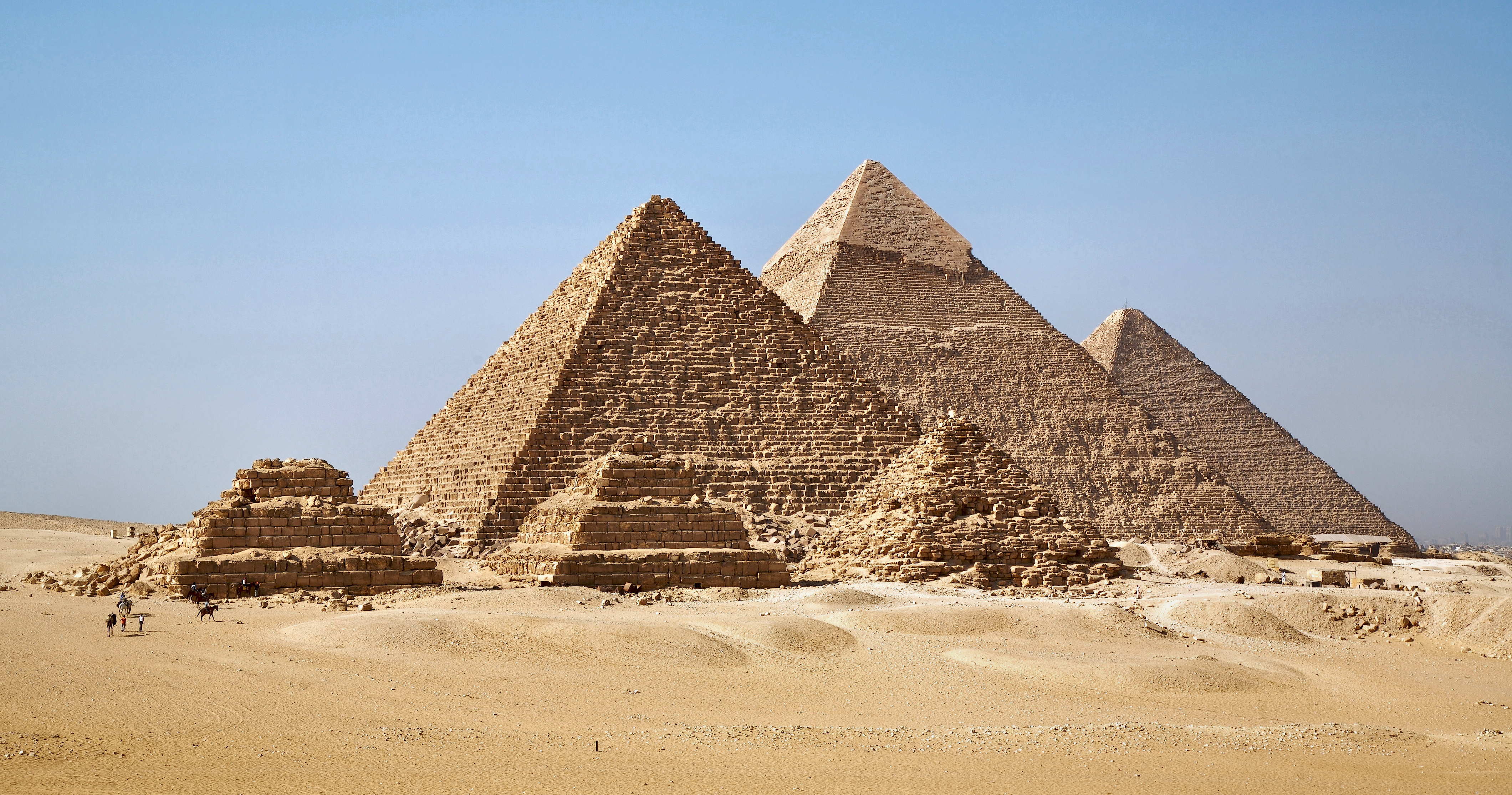
L'Égypte

De l'Égypte antique chère aux touristes, il n'est guère question ici, mais du pays en pleine révolution. Roger Vailland nous conte ses tribulations, arrivant en pleine effervescence, mêlé aux événements d'abord malgré lui puis prenant parti comme le militant qu'il est. Son récit a des allures de roman d'aventures dont il est le héros.
Il arrive en Égypte durant l'été 1952, envoyé par la revue Défense de la paix. Le roi Farouk vient juste d'être renversé par une junte militaire encore tout étonnée de son succès. Déjà, la géopolitique est en place, les Occidentaux ne voient que le canal de Suez, enjeu stratégique et économique, les Russes voient une possibilité de s'implanter durablement dans le pays. Vailland voit les Pyramides, admire les splendeurs du Nil et la générosité des fellahs. Il découvre dans cette vallée si fertile avec les alluvions du fleuve, le petit peuple paysan si pauvre où la location journalière d'un âne coûte plus cher que le salaire d'un journalier. 

Vailland est arrêté par le nouveau pouvoir, jeté dans une geôle infâme et trimballé sur la plate-forme d'un camion cahotant, pieds et mains enchaînés. Outre le livre Choses vues d'Égypte qu'il en rapportera, il évoquera aussi son séjour égyptien dans La Fête.
Ses portraits sont sans concession, brossés à grands traits caustiques comme ceux de l'ex pacha le roi Farouk ou d'un fonctionnaire américain. Parlant justement des Américains, il estime qu'ils veulent favoriser les mouvements nationalistes uniquement pour évincer les Européens sans s'intéresser aux conditions de vie des habitants, « les jardiniers du plus fertile jardin du monde ont perpétuellement le ventre creux; les fournisseurs de coton  du monde occidental sont des loqueteux. » Emprisonné, il se réjouira du fait que cette détention justifie en quelque sorte ses actes et sanctifie le ton de ses articles.
Francis Pornon, dans un article Roger Vailland en Égypte ou la passion à contrecœur nous livre son analyse des conditions dans lesquelles le romancier a effectué son reportage : 

« Si Roger Vailland accomplit un tel voyage, c'est plus que par logique de son engagement, parce que le voyage recèle une clé irremplaçable pour aiguillonner la lucidité, pour se réveiller à l'émerveillement devant le monde et à l'émotion devant les hommes, pour se réveiller tout court. » Ce voyage se situe entre l'action -la dure expérience qu'il en retire- et la réflexion sur cette société qu'il découvre. « Il tente longuement d'en décrypter les arcanes en contant ses rencontres et en analysant ses données. » Il va découvrir ce paradoxe : à travers les riches rives du Nil, la pauvreté du peuple paysan et connaîtra les affres des prisons égyptiennes. « Il ne se contente pas de la carte postale. » 
- Choses vues en Égypte, Paris, éditions Défense de la paix, 1952

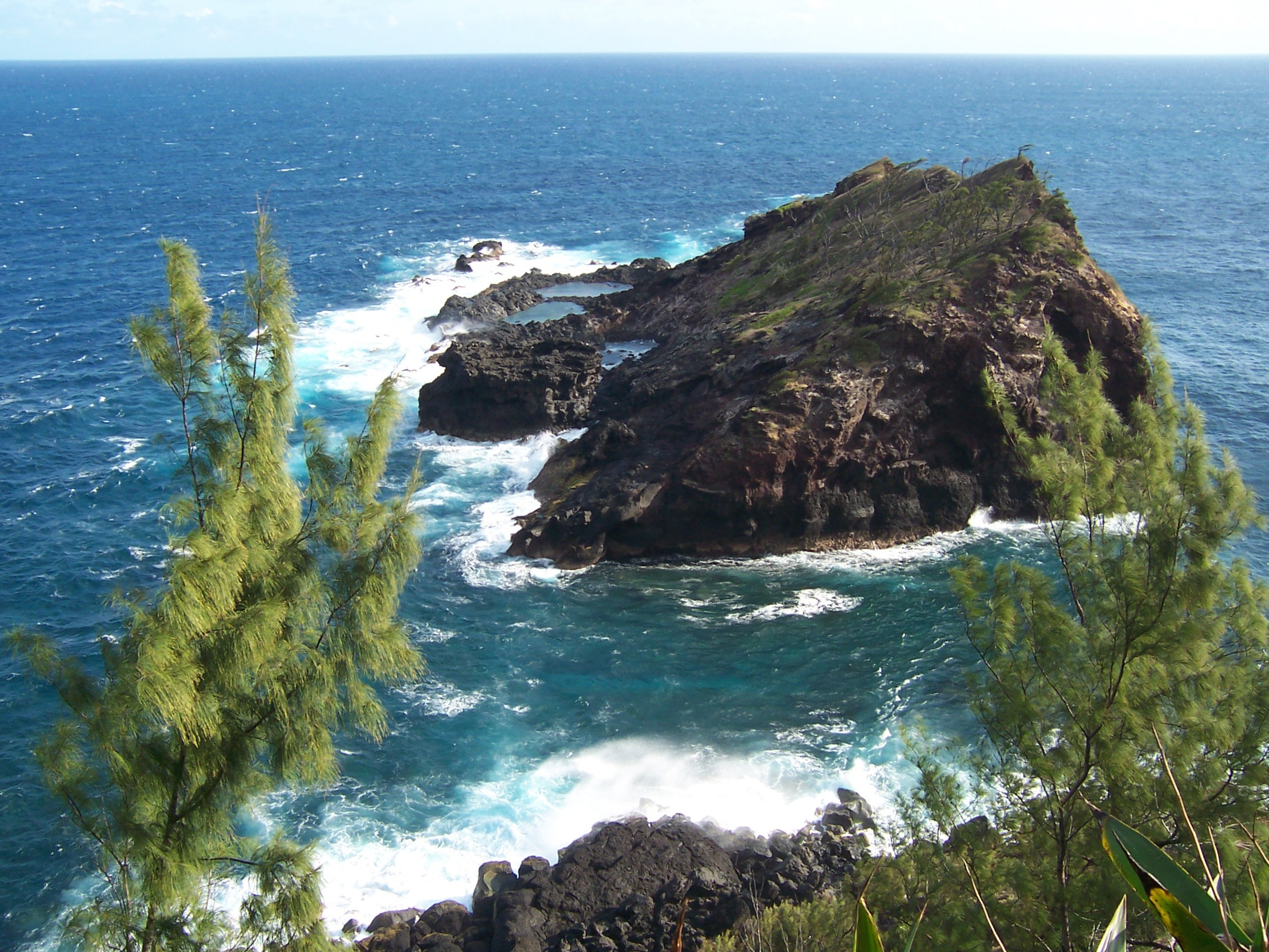
La Réunion
Voyage-fuite, a-t-on pu dire à propos de ce voyage jusqu'à l'île de La Réunion en 1958, en pleine guerre d'Algérie. Un voyage effectué par bateau, un mois de navigation, une arrivée difficile à cette époque où La Réunion est d'accès difficile. Au passage, il revoit l'Égypte qui lui rappelle des souvenirs mitigés, tragi-comiques, avec son arrestation et la disparition de son ami, puis c'est l'océan Indien et la navigation de pleine mer ponctuée d'escales.

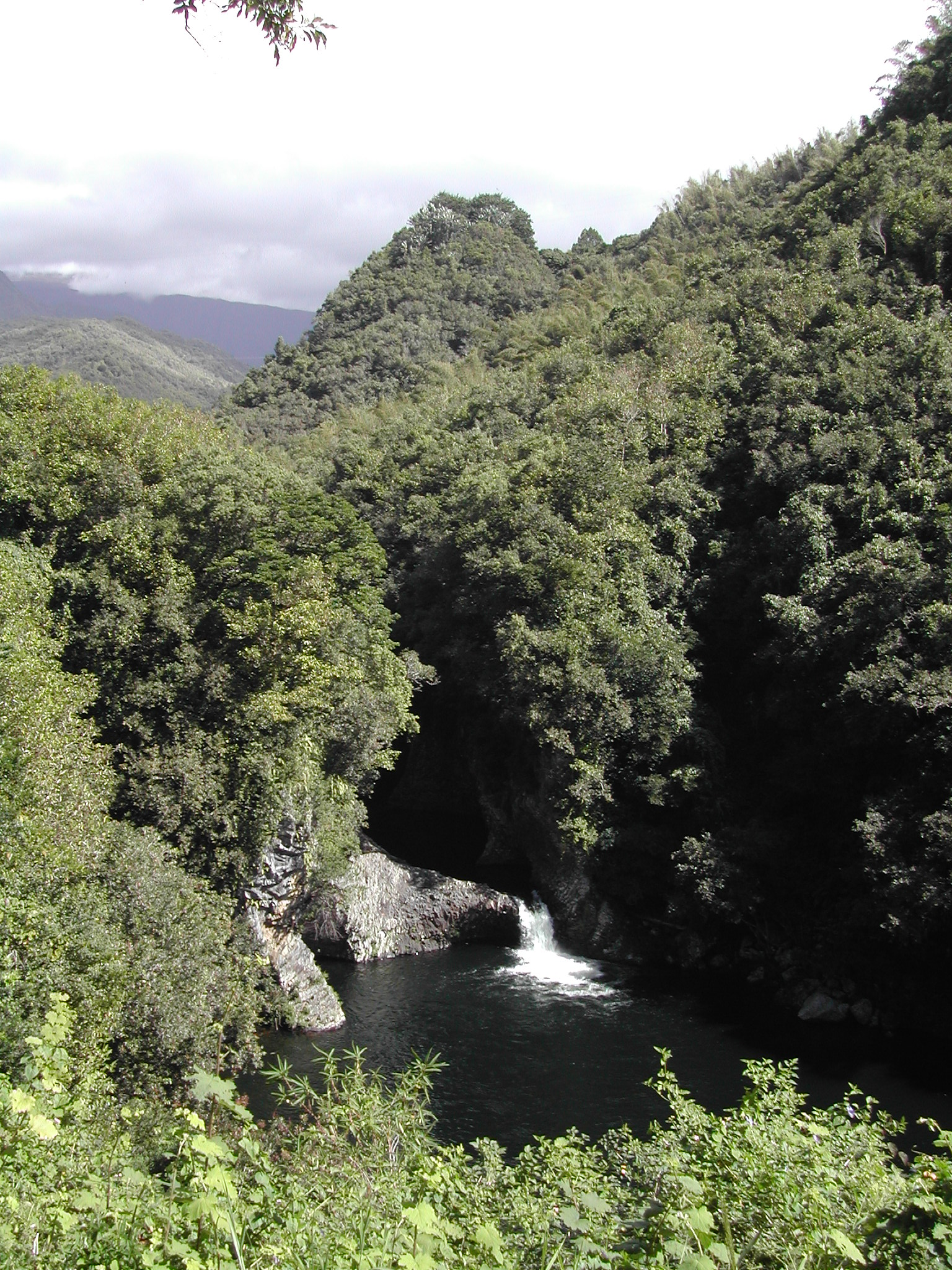
La Réunion, les Hauts

C'est sa femme Élisabeth qui a pris l'initiative de ce voyage, parce que Vailland ne parvient pas à trouver un nouvel équilibre après la révélation des crimes de Staline et ses difficultés personnelles avec le PCF. Déjà, en 1956, ils étaient partis tous les deux dans les Pouilles, dans le Sud de l'Italie. Vailland en avait rapporté La Loi, qui obtint le Prix Goncourt. Il débarque en mai 1958, en plein bouleversements politiques en France, ne goûte guère folklore et tourisme mais s'intéresse à la botanique, en admiration devant une forêt primaire de tamarins ravagée par un cyclone douze ans plus tôt. Depuis, la nature reprend peu à peu le dessus et s'interroge sur la germination du tamarin des hauts, arbre symbole de La Réunion.
Il ne rapportera pas un grand roman de La Réunion, mais un court récit qu'il écrira beaucoup plus tard et sera publié en 1964. Il évoque peu le voyage lui-même, parle peu de ses rencontres, mais nous emmène sur les hauts de l'île, dans ces cirques difficilement accessibles qui servaient de refuge contre les colons aux esclaves évadés -les marrons. Là-bas, il songe au paradis perdu mais la réalité est amère : « Ce soir, écrit-il, il me suffit de fermer les yeux pour voir ce que l'homme en trois siècles a fait du paradis terrestre : une montagne de mâchefer et de scories flanquée d'une dizaine de bassins plantés de cannes à sucre, et d'autant de villes surpeuplées. ».
Il admire aussi les femmes, les Réunionnaises au sang mêlé, un voyageur qui sait reconnaître un pays à ses femmes. Il a dit-il, son « carnet de bal » qui lui permet de dépeindre ce métissage, provoquant parfois une jeune fille qui « a le regard tendre et la peau fine, qui doit être douce » ou une cafrine « grande, élancée et la poitrine admirable. » Cela ne l'empêche pas de scruter cette société et d'en percevoir les problèmes : Ce n'est pas « en remplaçant la culture de la canne à sucre par des cultures vivrières qu'on améliorera le niveau de vie des réunionnais. L'inégalité des conditions de vie qui oppose les mangeurs de riz aux mangeurs de charolais n'est pas la conséquence de la monoculture mais celle de la distribution des revenus. »
- La Réunion, éditions Rencontres, Lausanne, 1964, Éditions Kailash, 1998
- Ces 3 voyages ont été réunis dans un même ouvrage publié chez Gallimard en 1981